# واريكشير الشمالية (دائرة انتخابية في المملكة المتحدة)
واريكشير الشمالية (بالإنجليزية: North Warwickshire)‏ هي إحدى الدوائر الانتخابية في المملكة المتحدة الممثلة في مجلس العموم في برلمان المملكة المتحدة.
عضو البرلمان الذي يمثلها حالياً هو :Mr Mike O'Brien (Lab).